# Daniel Dantas da Silva
Daniel Dantas da Silva (João Pessoa, 25 de maio de 1983) é um jogador de futebol da Seleção de Futebol de 5 brasileira. Começou a atuar na modalidade no ano de 2009 e sua primeira participação nas paraolimpíadas foi nos Jogos Paraolímpicos de Londres em 2012, onde o mesmo atuou como goleiro da seleção e foi medalhista de ouro. Ele também participou do programa Bolsa Atleta no ano de 2013.